# Rabeinu Tam
Jacob ben Meir Tam, más conocido como Rabeinu Tam (Ramerupt, 1100-Troyes, 9 de junio de 1171) (en hebreo: רבינו תם) fue uno de los autores del Tosafot, un comentario talmúdico que aparece en todas las ediciones del Talmud junto al comentario de su abuelo, Rabí Shlomo Yitzjaki (Rashi). También fue un renombrado rabino y líder comunitario.

## Biografía
Nació en la aldea francesa de Ramerupt, y en algunas épocas de su vida también vivió en Troyes. Sus padres fueron Meir ben Shmuel y Yojeved, la hija de Rashi. Sus principales maestros fueron su padre y su hermano Shmuel ben Meir, más conocido como el Rashbam. Llegó a ser de los más famosos tosafistas y autoridades halájicas de su generación. Se le llama Rabeinu "Tam" (sincero) por ser descrito así Jacob en la Biblia (Génesis 25:27). Aparte de las tosafot, publicó un libro de responsa rabínica y comentarios del Talmud. Durante la Segunda Cruzada la turba que la conformaba lo habría matado de no haber intervenido un noble local a su favor. Con motivo de la ejecución en la hoguera de 38 judíos (21 varones y 17 mujeres) en Blois, Francia, el 26 de mayo de 1171, tras un libelo de sangre, Rabeinu Tam dictaminó que se convirtiera la fecha en día de ayuno. Él mismo murió unos cuantos días después. Fue enterrado en Ramerupt junto con otros tosafistas incluyendo sus hermanos.